# Marmosa constantiae
Marmosa constantiae — це невелика безсумчаста тварина родини Didelphidae. Раніше її відносили до роду Micoureus, який у 2009 році виділили у підрід Marmosa. Видова назва надана на честь Констанс Слейден (уродженої Андерсон), дружини натураліста Персі Слейдена. Вона фінансувала експедицію 1902 року, яка зібрала типовий екземпляр.

## Опис
Тварина з довжиною голови/тіла від 11 до 18 см, хвостом від 15 до 23 см завдовжки та вагою від 35 до 144 г. Хутро густе та шерстяне, сіре на більшій частині тіла, переходячи до вохристо-жовтого кольору на голові та нижній частині тіла. Навколо очей є чіткі, але вузькі кільця чорного хутра. Хвіст вкритий хутром лише біля основи та майже чорний протягом більшої частини своєї довжини, але раптово змінює колір на блідо-рожевий приблизно на останній третині. Лапи широкі, з міцними кігтями. У самиць немає сумок.

## Поширення та середовище існування
Цей вид зустрічається по всій північній частині Болівії, у бразильських штатах Мату-Гросу та Мату-Гросу-ду-Сул, а також на півночі Аргентини аж до провінції Тукуман. Нещодавно його також зареєстрували в Парагваї. У цьому регіоні він мешкає у вологих тропічних лісах, часто поблизу межі з сухішими середовищами існування, і був знайдений від рівня моря до гірських лісів на висоті до 1000 м.

## Біологія та поведінка
Цей вид веде деревний, поодинокий та нічний спосіб життя, проводить більшість часу в лісовому підліску. Він всеїдний, харчується комахами (особливо жуками) та рослинною масою. Про їхню репродуктивну біологію відомо мало, але, схоже, вони розмножуються протягом року, і матерів ловили з сімома дитинчатами, прикріпленими до їхніх сосків.